# A90 (Griekenland)
De A90, of Boreios Odikos Axonas Kritis (BOAK, Nederlands: Noordelijke Verbindingsweg Kreta), is een autosnelweg en nationale weg op het eiland Kreta van Griekenland en de belangrijkste oost-westverbinding van het eiland. De weg begint bij Kissamos en eindigt bij Sitia. In Sitia varen er veerboten naar Anafi, Chalki, Iraklion, Karpathos, Kasos, Milos, Piraeus en Rhodos. De weg is 301 km lang en is deel van de E65 en de E75.
Belangrijke steden aan de weg zijn: Kissamos, Chania, Kalyves, Vamos, Rethimnon, Panormos, Iraklion, Malia, Neapolis en Sitia. De snelweg gaat door de regio Kreta.